# Резолюция Совета Безопасности ООН 1046
Резолюция Совета Безопасности Организации Объединённых Наций 1046 (код — S/RES/1046), принятая 13 февраля 1996 года, сославшись на предыдущие резолюции, включая резолюцию 1027 (1995) о продлении срока действия Сил превентивного развертывания ООН (UNPREDEP) до 30 мая 1996 года, Совет санкционировал увеличение численности UNPREDEP еще на 50 военнослужащих для поддержки его операций.
Совет также санкционировал учреждение должности командующего силами UNPREDEP и попросил Генерального секретаря ООН представить к 20 мая 1996 года доклад о ситуации в регионе и вопросах, связанных с UNPREDEP.